# Опой
Опой (на словашки: Opoj) е село в окръг Търнава, Търнавски край, западна Словакия. Населението му е 1344 души.
Разположено е на 131 m надморска височина, на 10 km южно от град Търнава. Площта му е 4,62 km². Кмет на селото е Клаудиа Теованович.